# Schlotte

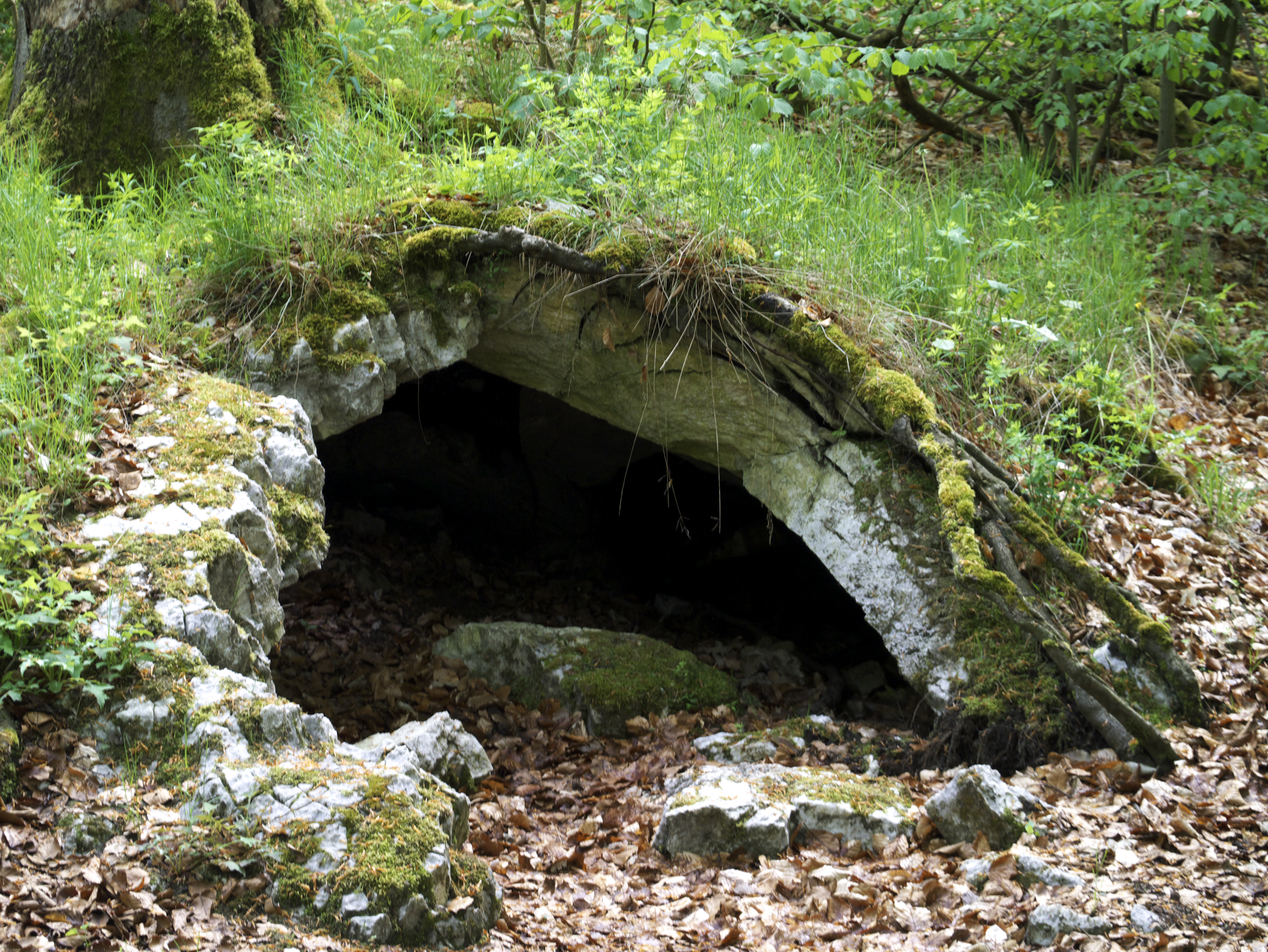
Zwergenloch am Sachsenstein aus dem Südharzer Gipskarst

Eine Schlotte ist eine natürliche Höhle im Karstgebirge.
Schlotten entstehen durch Auswaschungen des umgebenden Gesteins, hauptsächlich in Anhydrit oder Kalkstein. Sehr viele erschlossene Schlotten gibt es im Mansfelder Land, wo sie durch den Kupferschieferbergbau angefahren wurden. Wassergefüllte Schlotten stellen eine Gefahr für den Bergbau dar und waren für einige Wassereinbrüche in Bergwerke verantwortlich.
Die Schlotten besitzen Schacht-, Trichter-, Kessel- oder Zylinderform und entstehen vor allem in Karstgebieten durch die Erweiterung bestehender Spalten, Klüfte oder Schlundlöcher. In vielen Fällen sind in Karstschlotten Boden und Sedimente erhalten, die Rückschlüsse auf die Landschaftsgeschichte erlauben.